# 1124 w polityce

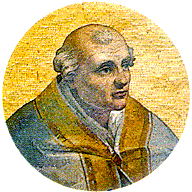
Kalikst II

Wydarzenia polityczne w 1124 roku.

## Wydarzenia
- Misja ewangelizacyjna Ottona z Bambergu na Pomorzu sfinansowana przez Bolesława Krzywoustego[1][2].

## Zmarli
- 23 kwietnia – Aleksander I Szkocki, król Szkocji[3].
- 13 grudnia – Kalikst II, papież[4].